# Parabolantenne (TV)

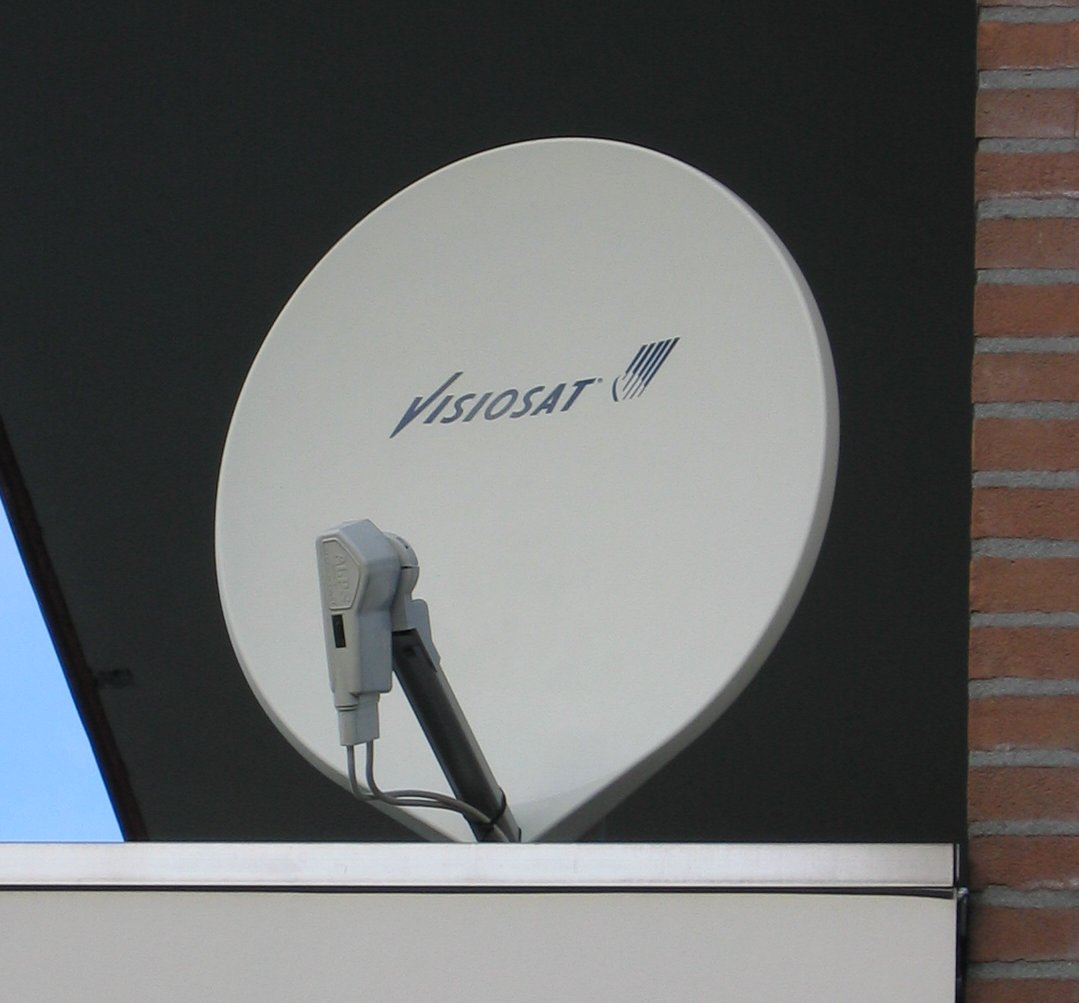
Parabolantenne zum Empfang von Satellitenrundfunk

Eine Parabolantenne für den Satellitenrundfunkempfang, oft auch Satellitenschüssel genannt, empfängt Rundfunkprogramme wie Radio, Fernsehen oder andere Dienste wie z. B. Internetzugang über Satellit, die von einem Rundfunksatelliten auf einer geostationären Umlaufbahn ausgestrahlt werden. Aufgrund der großen Distanz von etwa 36.000 km sind die Signale auf der Erde sehr schwach. Um sie zu empfangen, werden in Mitteleuropa z. B. für die Astra-Satelliten im Ku-Band Parabolantennen mit einem Durchmesser von üblicherweise 85 cm (60 cm ohne Schlechtwetterreserve) benötigt.

## Aufbau

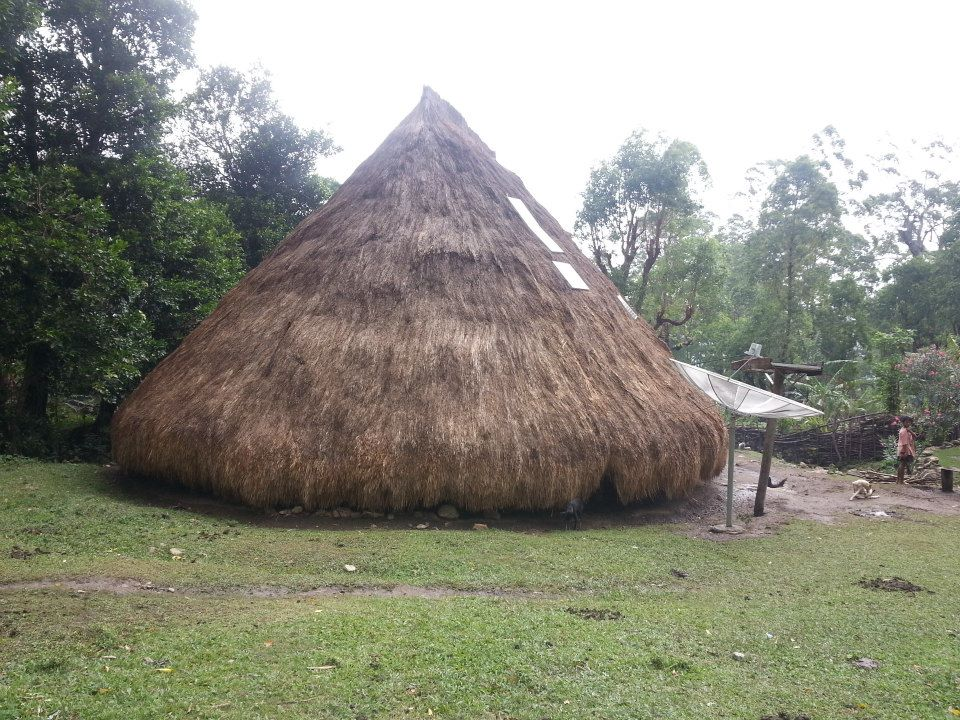
Parabolantenne und Solarzellen an einer Hütte in Osttimor

Die Antenne besteht aus dem Parabolspiegel und dem Empfangskopf mit Hornantenne, integriertem Frequenzumsetzer und ZF-Verstärker (Low Noise Block Converter, LNB). Der Parabolspiegel bündelt durch Reflexion die Signalwellen in seinem Brennpunkt. Dort befindet sich der Empfangskopf, der die Signale verarbeitet. Je nach Ausführung leiten ein oder mehrere Koaxialkabel die Empfangssignale an einen Satellitenrundfunkempfänger (Receiver) oder eine Verteileranlage („Sat-Anlage“) weiter.

### Der Parabolspiegel
Die Größe einer Parabolantenne wird mit dem Durchmesser des Parabolspiegels angegeben. Die gebräuchlichsten Antennentypen haben einen Durchmesser von 60 bis 120 cm. Die Fläche und damit die Empfangsenergie wächst wegen der exakteren Fokussierung quadratisch mit dem Durchmesser. Beispielsweise ist die Empfangsfläche einer 85-cm-Antenne doppelt so groß wie die einer 60-cm-Antenne. Anders als die terrestrischen Sendefrequenzen im VHF- oder UHF-Band wird die Strahlung im Ku-Band merklich durch Feuchtigkeit gedämpft. Die Signalstärke kann um mehr als 6 dB abnehmen.

#### Offsetantenne
Die (heute fast ausschließlich verwendete) Offsetantenne ist im Prinzip Teil einer rotationssymmetrischen Parabolspiegel-Antenne. Die Spiegelfläche ist nicht mehr kreisrund, sondern oval. Im Gegensatz zur rotationssymmetrischen Parabol-Antenne „schaut“ die Offsetantenne nicht direkt zum Satelliten, sondern weist eine erhebliche Winkelabweichung (Offsetwinkel, in der Regel 25°) auf. Der LNB benötigt dieselbe Winkelabweichung in die andere Richtung, damit er sich trotzdem im Brennpunkt des Antennenspiegels befindet.
Als Vorteil dieser Antennenform hängt der LNB nicht mehr im Strahleingang, es geht also keine Empfangsenergie verloren. Auch hat der Reflektor etwas günstigere Abmessungen. Da der Reflektor der Offsetantenne senkrechter steht als bei einer gleich ausgerichteten symmetrischen Parabolantenne, sammeln sich nicht so leicht Schnee und Verschmutzung im Reflektor an.
Durch den Offsetwinkel (hier α genannt) als Differenzwinkel im Vergleich mit einer rotationssymmetrischen Parabolantenne wird die effektive Fläche des Parabolreflektors etwa um cos(α) kleiner, was jedoch durch die elliptische Form der Offsetantennen wieder ausgeglichen wird.

#### Material
Parabolspiegel bestehen heute meist aus lackiertem Stahl oder Aluminium. Dazu werden von den Herstellern Lacke oder Pulverbeschichtungen eingesetzt. Klebefolien und Kunstharzlacke sind ungeeignet, weil sie eine zusätzliche Dämpfung in den Empfangsweg einbringen. Der Lack ist immer matt, da sonst das Sonnenlicht gebündelt auf den LNB reflektiert würde, wenn die Sonne hinter dem Satelliten steht. Kunststoffspiegel werden wegen des höheren Preises selten verwendet. Bei ihnen ist ein Metallgitter im Kunststoff eingearbeitet, das die Strahlung reflektiert. Anders als bei Aluminiumspiegeln gehen die Befestigungsschrauben nicht durch die Spiegelfläche, sondern der Kunststoff geht auf der Rückseite von der Spiegelform in eine Halterung über. Der Kunststoff kann jede Farbe haben oder auch durchsichtig sein, so dass die Antenne an Fassaden kaum auffällt. Des Weiteren gibt es Drahtgitterantennen. Ihr Vorteil ist, dass sie dem Wind nur geringeren (aber nicht zu vernachlässigenden) Widerstand leisten, ihr Nachteil ist die Rostgefahr bei Lackbeschädigungen. Sie sind meist schwarz lackiert, um unauffällig zu sein.

### Der Empfangskopf (LNB)

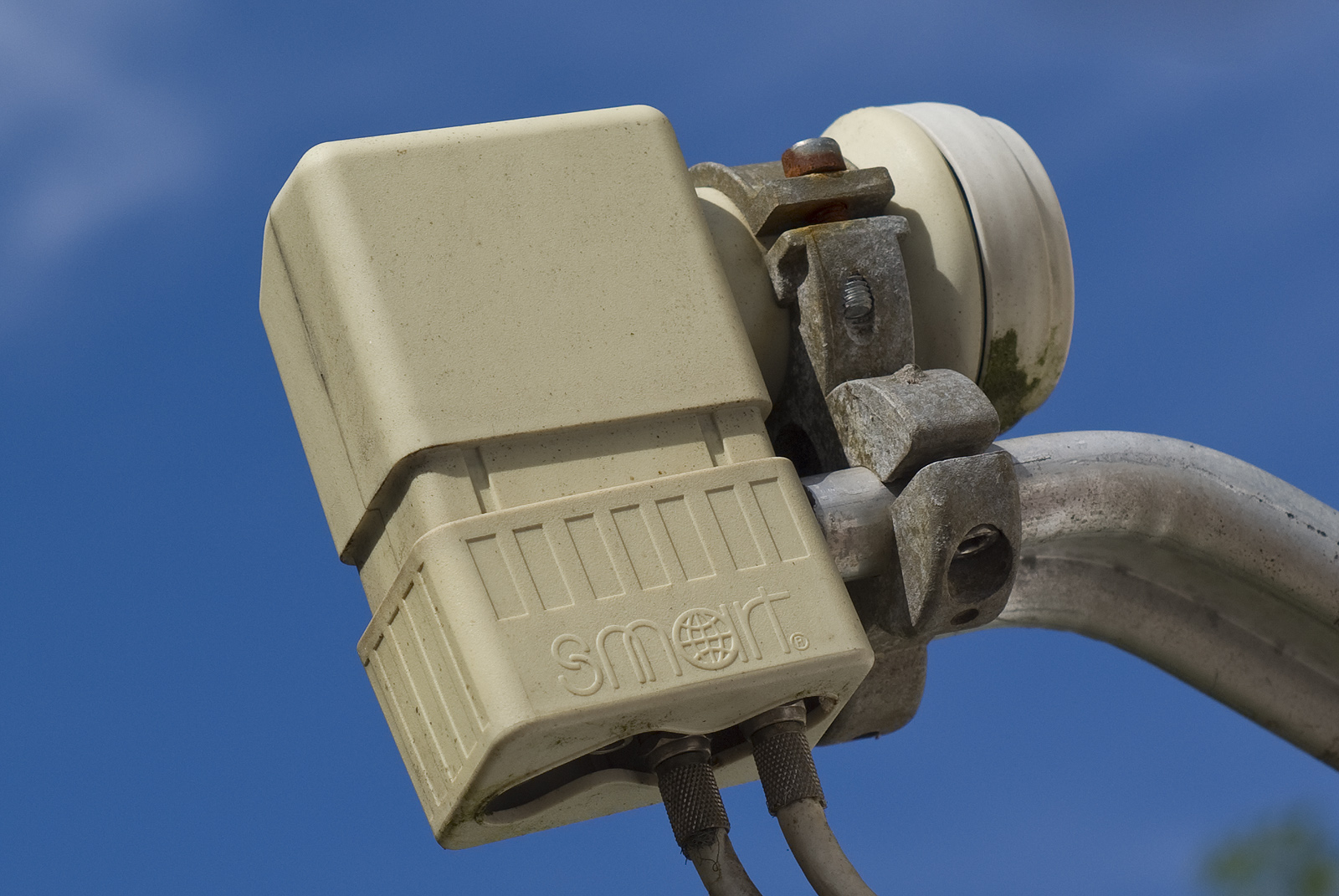
Montierter LNB

Im Brennpunkt des Parabolspiegels befindet sich der Empfangskopf. Zum Empfang von Satellitenprogrammen mit relativ kleinen Antennen wird in Europa das Ku-Band (10,7 bis 12,75 GHz) genutzt. Die Verstärkung der Satellitensignale erfolgt dabei durch Low Noise Block Converter (LNB, selten auch LNC). Dieser setzt das Signal in einen Frequenzbereich von 950 bis 2150 MHz um, diesen kann ein Satellitenreceiver empfangen.
Bei Einführung der Satellitentechnik stellte man zunächst hauptsächlich LNBs her, die den damals gebräuchlichen Frequenzbereich von 10,95 bis 11,7 GHz abdeckten, auf dem max. 48 analoge Programme übertragen werden konnten. Später wurde auch der Bereich 10,7 bis 10,95 GHz für den Satellitenempfang genutzt. Der gesamte Bereich von 10,7–11,7 GHz wird heute Low-Band genannt. Der erste Satellit, der Frequenzen zwischen 10,9 und 10,95 GHz nutzte, war der Astra 1C, und der erste Satellit, der Frequenzen zwischen 10,7 und 10,9 GHz nutzte, war der Astra 1D.
Im Laufe der Zeit wuchs die Anzahl der Programme, und man ging dazu über, das gesamte Ku-Band zu nutzen. Der ‚neue‘ Frequenzbereich zwischen 11,7 und 12,75 GHz wird als High-Band bezeichnet. Dazu entwickelte man LNBs, die den gesamten Frequenzbereich abdeckten. Zur Unterscheidung werden diese Universal-LNB genannt. Auf dem High-Band werden hauptsächlich digitale Programme abgestrahlt. Das ist jedoch historisch bedingt und hat keinen technischen Hintergrund. An einen Universal-LNB kann man sowohl analoge als auch digitale Receiver anschließen.
Die 1996 begonnene Umstellung von analogem auf digitales Fernsehen DVB-S wurde etwa 2002/2003 abgeschlossen, allein deutsche Programme wurden vorläufig zur Grundversorgung auch noch analog ausgestrahlt, was aber am 30. April 2012 eingestellt wurde.

### Besondere Bauformen

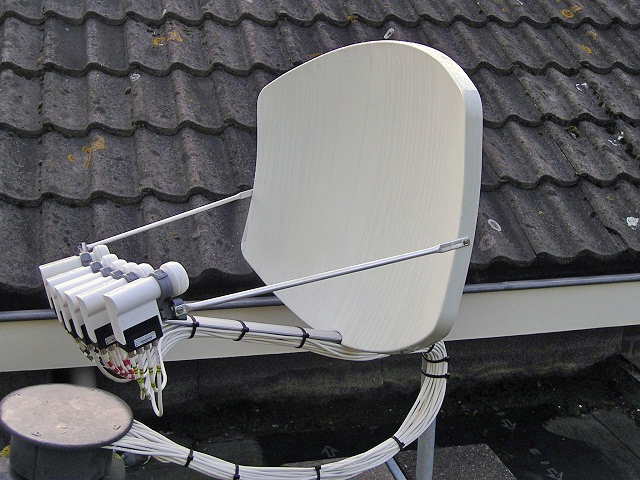
Torus-Antenne zum Empfang mehrerer Satellitenpositionen

#### Multifeedhalter
Normalerweise ist es üblich, Parabolantennen unmittelbar auf den Satelliten auszurichten. Da jedoch auch benachbarte Satelliten mit einer Antenne zu empfangen sind, nutzt man „Multifeedhalter“, um zwei (oder mehr) LNBs an einer Antenne zu befestigen, wobei mehrere LNBs in verschiedenen Brennpunkten der Satellitenantenne fest positioniert werden (pro Satellit ein LNB). Da mindestens ein LNB in diesem Fall nicht auf den Brennpunkt ausgerichtet ist, nennt man solche Antennen auch „schielende Spiegel“. Ein Spezialfall sind die Torus-Antennen.

#### Drehbare Antennen
Wenn der Einsatz mehrerer LNBs zu aufwändig ist, setzt man einen Antennenmast mit Motor und einer Polarmounthalterung ein, die bei Drehung den Himmelsäquator abfährt, auf dem sich die geostationären Satelliten befinden. Solche Anlagen sind allerdings nur für einen Teilnehmer geeignet. Eine drehbare, stationäre Satellitenantenne kann bei freier Sicht nach Süden in Mitteleuropa ca. 30 verschiedene Satellitenpositionen mit Fernsehprogrammen abfahren. Auf diese Weise vervielfacht sich die theoretisch nutzbare Bandbreite auf mehr als 100 GHz. Spezielle Antennenrotoren sind ab ca. 40 € erhältlich, die Installation erfordert etwas Geschick. Drehbare Anlagen mit 1 m Spiegelgröße empfangen derzeit in Mitteleuropa mehr als 6.000 Radio- und Fernsehprogramme, von denen knapp die Hälfte frei empfangbar ist.
Steuerbefehle für Multifeed- sowie Drehanlagen werden mittels DiSEqC-Befehlen übertragen.

#### „Unsichtbare“ Antennen

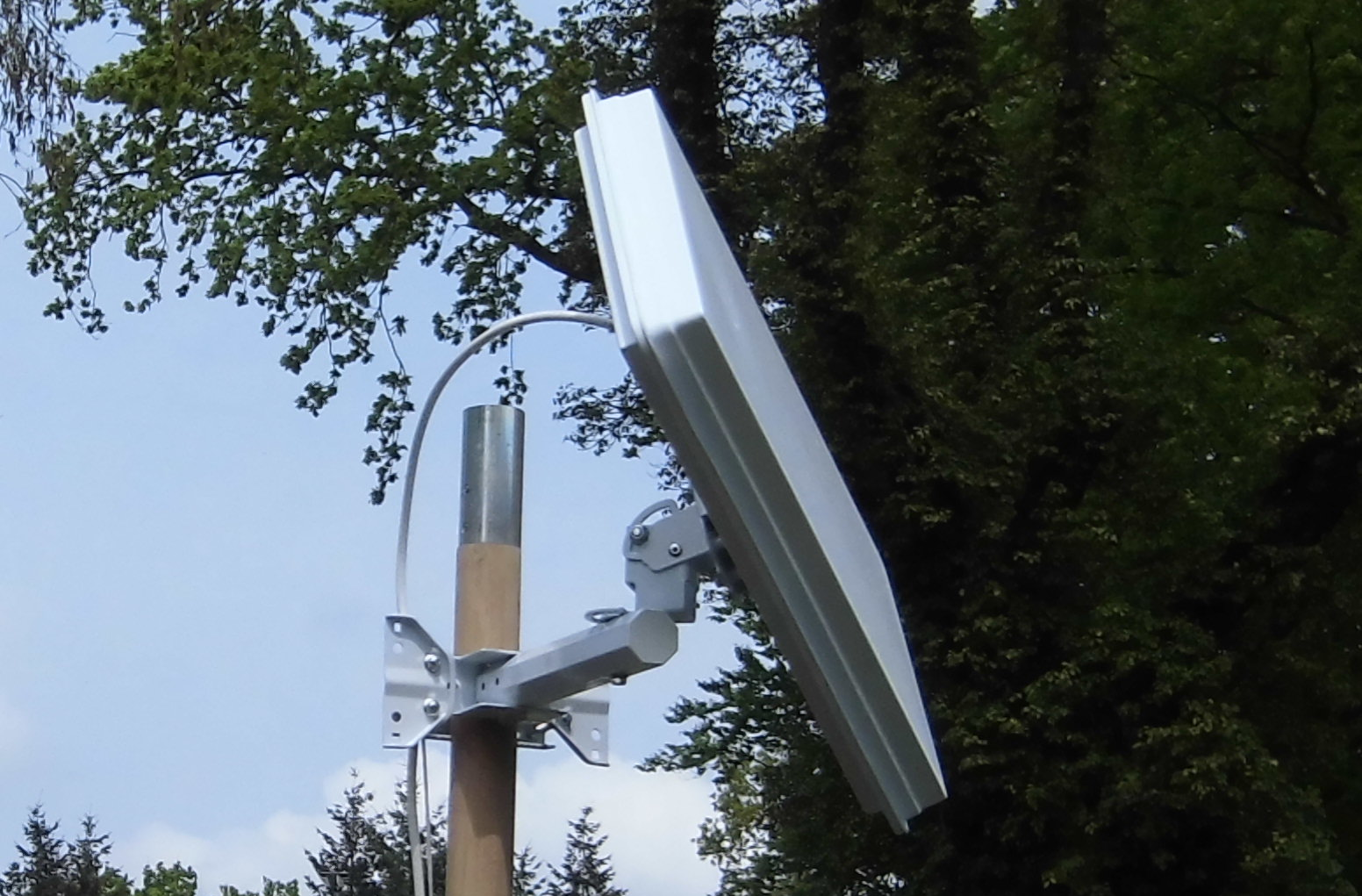
Flachantenne (Panelantenne), entspricht etwa einem 60-cm-Spiegel

Aus ästhetischen oder rechtlichen Gründen kann es sinnvoll sein, eine Parabolantenne zu verstecken. So können normale Antennen zum Beispiel unter Plastiktischen auf dem Balkon oder in leeren Regentonnen im Garten versteckt werden, deren Kunststoff die Mikrowellen durchlässt.
Daneben gibt es verschiedene Sonderbauformen, zum Beispiel als Stuhl, bei dem die Lehne als Parabolantenne dient, wenn niemand darauf sitzt. Eine weitere bekannte alternative Bauform ist die Flachantenne (Panelantenne). Solche Sonderbauformen eignen sich nicht für Multifeedhalter, teilweise existieren jedoch Motorlösungen.

### Verkabelung
Zur Verkabelung der Parabolantenne wird ein Koaxialkabel mit F-Steckern verwendet.

## Mehrparteien-Satellitenlösung

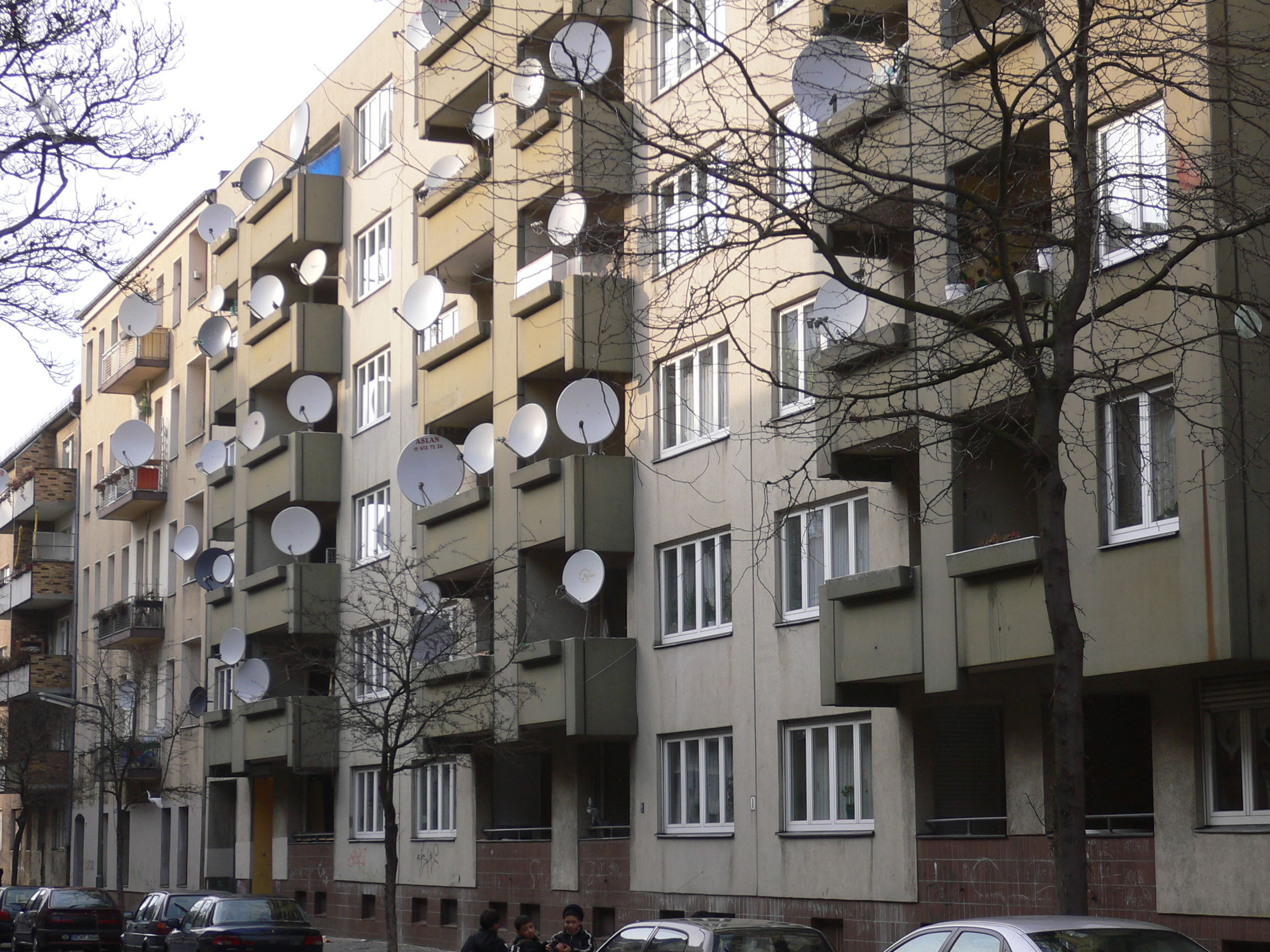
Parabolantennen an einer Hausfassade

Während in Einfamilienhäusern die Entscheidung für eine Parabolantenne schnell getroffen werden kann, ist das in Mehrparteienhäusern oft schwierig. Nicht selten dürfen an solchen Objekten nur in Sonderfällen individuelle Antennen angebracht werden. Um Ansammlungen von Einzelantennen, wie im Bild gezeigt, zu vermeiden, wurden verschiedene Lösungen für Satellitenrundfunk-Empfangsanlagen (auch als „Sat-Anlagen“ bezeichnet) entwickelt, welche mit einer Gemeinschaftsantenne auskommen (vgl. auch Digital Satellite Equipment Control):
- Sat-ZF-Verteilung
- Einkabelsystem und darauf basierend die Umsetzung z. B. durch das „Unicable“-System
- Kanalaufbereitung
- Einspeisung ins Hausnetzwerk

## Gebührenpflicht in Deutschland und Österreich
Im Januar 1991 erklärte das Bundesministerium für Post und Telekommunikation, dass es nicht mehr erforderlich sei, Parabolantennen für den Empfang von Hörfunk- und Fernsehprogrammen von Fernmeldesatelliten im Rahmen einer gebührenpflichtigen Einzelgenehmigung bei der Behörde anzumelden. Die Aufstellung und der Betrieb von Parabolspiegeln wurde damit genehmigungs- und gebührenfrei.
Auch die Österreichische Post- und Telegraphenverwaltung erteilte 1991 eine generelle Bewilligung bzw. Freigabe des Empfanges von Rundfunk- und Fernsehaussendungen via Satellit.

## Rechtsanspruch eines Mieters auf eine Parabolantenne

### Deutschland
Der Vermieter braucht keine freiliegenden Kabel oder Antennen auf der Hausfassade zu dulden. Zudem hat der Vermieter als Eigentümer des Hauses ein Interesse an einer einheitlichen und unversehrten Fassadengestaltung, denn diese erhält den Wert des Hauses. Der Vermieter hat aus seinem Recht an der Mietsache heraus ein Mitspracherecht festzulegen, wo die Satellitenantenne angebracht werden soll, sofern die Antenne fest durch Schrauben installiert wird. Auch wenn es der Mietvertrag nicht erlaubt, eine Parabolantenne an der Hausfassade anzubringen, hat ein Mieter einen Rechtsanspruch zur Anbringung einer solchen, wenn er ein besonderes Interesse am Empfang von zusätzlichen Sendern nachweisen kann, die nicht über das bestehende Angebot inklusive Zusatzangebote (Bezahlfernsehen) empfangen werden können. Das kann beispielsweise auf ausländische Mieter oder Journalisten zutreffen.
Das Bundesverfassungsgericht hat (Beschluss vom 31. März 2013
1 BvR 1314/11)

„die Grundsätze bekräftigt, die in zivilgerichtlichen Streitigkeiten über die Anbringung von
Parabolantennen durch Mieter zu beachten sind. Die Zivilgerichte haben eine fallbezogene Abwägung vorzunehmen, in die die Eigentümerinteressen des Vermieters an der – auch optisch – ungeschmälerten Erhaltung des Wohnhauses und die Informationsinteressen des Mieters an der Nutzung allgemein zugänglicher Informationsquellen einzustellen sind. Zu berücksichtigen ist auch das Interesse ausländischer Mieter am Empfang von Rundfunkprogrammen aus ihrer Heimat, einschließlich der besonderen Situation sprachlicher und kultureller Minderheiten.“

### Österreich
Nach OGH GZ 5Ob199/03f muss man sich prinzipiell nicht auf bestimmte Angebote einschränken lassen (z. B. Kabelfernsehen). Es gibt jedoch für Mieter gewisse Einschränkungen in Bezug auf Durchmesser und Anbringung der Parabolantenne, die jedoch das eigentliche Recht, Zugang zu einer Parabolantenne mit dem gewünschten Angebot (Satellit) zu bekommen, nicht tangieren.
Da das äußere Erscheinungsbild des Hauses verändert wird, möglicherweise auch allgemeine Teile in Anspruch genommen werden, benötigt man als Wohnungseigentümer und möglicher Vermieter das Einverständnis der anderen Eigentümer. Wenn das Erscheinungsbild beeinträchtigt wird, müssen sie es nicht dulden. In problematischen Fällen kommt es unter Umständen zu gerichtlichen Einigungen im Außerstreitverfahren.